# Лигње-вампири (породица)
Породица лигњи-вампира (Vampyroteuthidae) је група главоножаца коју чине лигња-вампир (Vampyroteuthis infernalis), која представља живи фосил, а насељава велике дубине (преко 1.500 m) тропских и суптропских мора и изумрла врста Vampyronassa rhodanica из средње јуре.